# شبکه تبلیغاتی
 شبکه تبلیغاتی  سرویس دهنده تبلیغاتی تحت وب می‌باشد. در شبکه تبلیغاتی کاربران به دو دسته تقسیم می‌شوند. تبلیغ کنندگان و تبلیغ شوندگان. تبلیغ کنندگان تبلیغات خود را در سایت‌های تبلیغ کننده اضافه می‌کنند و سایت تبلیغاتی آن را به نمایش در می‌آورد. شبکه تبلیغات زیر‌ساختی است که این امکان را فراهم می‌آورد. امروزه تبلیغات در بستر وب و شبکه های اجتماعی در حال گسترش است و با ایجاد یک محتوا خوب میتوان کاربران بسیاری را جذب کرد 
برای ساخت یک محتوا که شامل یک تیزر تبلیغاتی میباشد میتوان انواع ویدیو تبلیغاتی را ساخت برای مشاهده نمونه ای از  تیزر تبلیغاتی  کلیک کنید 

## تیزر تبلیغاتی چیست؟
درواقع تیزر تبلیغاتی نوعی ویدیو تبلیغاتی است که با استفاده از المان ها و موشن های جذاب باعث میشود مطالب به روشی ساده و قابل فهم بیان شوند و در عین حال جذاب باشد . موشن گرافیک نمونه از این مدل از تبلیغات است که در تلویزیون یا در شبکه های اجتماعی به وفور دیده میشود 
دلیل استفاده از موشن گرافیک نیز را میتوان این‌گونه بیان کرد که با حرکت و المان های جذاب میتوان دشوارترین مطالب را با بیان ساده توضیح داد و مخاطب را درگیر موضوع کرد.

## انواع تبلیغ
1. تیزرهای تبلیغاتی.
2. تابلو دیجیتال تبلیغاتی.
3. سایت‌های تبلیغاتی.
4. شبکه‌های تبلیغاتی.

## انواع شبکه‌های تبلیغاتی
1. شبکه‌های خصوصی
2. شبکه‌های نیمه خصوصی
3. شبکه‌های عمومی
4. شبکه‌های هوشمند
5. شبکه‌های پنهان

## منبع
- https://artmees.ir/advertising-network/ تبلیغات شبکه ای چیست؟
- خبر رسانی افتاب